# Sorcière (Cate Tiernan)
Pour les articles homonymes, voir Sorcière.
Sorcière (titre original : Sweep) est une série de livres écrits par Cate Tiernan. 
La série est composée de quinze romans en anglais, parus entre 2001 et 2003 aux éditions ADA. Elle est ensuite traduite en français entre 2006 et 2014. 

## Résumé
Morgan Rowlands, une jeune étudiante de 16 ans, vit une vie très banale jusqu'à la rencontre d'un beau et mystérieux jeune homme nommé Cal Blaire. Un jour, Cal invite Morgan, ses amies ainsi que d'autres étudiants chez lui. Durant cette soirée, il annonce être wiccan (c'est-à-dire un adepte de la wicca) et il propose à ses invités de faire l'expérience d'un rituel. Morgan se prête au jeu mais elle est loin de se douter que cette expérience bouleversera sa vie à jamais.

## Personnages principaux
| Nom                  | Pratique la Wicca | Note |
| -------------------- | ----------------- | --- |
| Morgan Rowlands      | Oui               | Personnage principal |
| Cal Blaire           | Oui               | Sorcier de sang. Vrai nom : Calhoun                                                                                           |
| Bree Warren          | Oui               | Meilleure amie de Morgan |
| Robbie Gurevitch     | Oui               | Meilleur ami de Morgan |
| Jenna Ruiz           | Oui               | Connaissance de Morgan |
| Matt Adler           | Oui               | Petit ami de Jenna depuis quatre ans, mais il la trompera avec Raven                                                          |
| Sharon Goodfine      | Oui               | Connaissance de Morgan et petite amie d'Ethan                                                                                 |
| Ethan Sharp          | Oui               | Connaissance de Morgan et petit ami de Sharon                                                                                 |
| Mary K. Rowlands     | Non               | Petite sœur (adoptive) de Morgan, apeurée par la wicca                                                                        |
| Selene Belltower     | Oui               | Mère de Cal |
| David Redstone       | Oui               | Propriétaire et commis de la boutique Magye Pratique                                                                          |
| Alyce Fernbrake      | Oui               | Vendeuse de la boutique Magye Pratique                                                                                        |
| Tante Eileen         | Non               | Tante de Morgan, lesbienne |
| Paula Steen          | Non               | Petite amie d'Eileen |
| Bakker Blackburn     | Non               | Petit ami de Mary K. (il tente de la violer)                                                                                  |
| Hunter Niall         | Oui               | Personnage qui apparaît à partir du deuxième livre, c'est un wiccan qui aidera Morgan. Demi-frère de Cal. Âme sœur de Morgan. |
| Sky Eventide         | Oui               | Cousine d'Hunter |
| Beth                 | Oui               | Connaissance de Morgan. Elle arrêtera la Wicca plus tard.                                                                     |
| Raven Meltzer        | Oui               | Connaissance de Morgan. Ses relations sont tendues avec le personnage principal.                                              |
| Maeve Riordan        | Oui               | Mère biologique de Morgan |
| Daniel Niall         | Oui               | Père d'Hunter et de Cal |
| Angus Bramson        | Oui               | Ancien amoureux de Maeve |
| Ciaran McEwan        | Oui               | Ancienne âme sœur de Maeve, père biologique de Morgan                                                                         |
| Alisa Soto           | Oui               | Connaissance de Morgan et amie de Mary K.                                                                                     |
| Killian McEwan       | Oui               | Fils de Ciaran, demi-frère de Morgan                                                                                          |
| Fiona                | Oui               | Mère de Hunter, femme de Daniel Niall                                                                                         |
| Marie-Grace Rowlands | Non               | Mère adoptive de Morgan, mère de Mary K.                                                                                      |
| Thalia               | Oui               | Membre de Kithic, petite amie d'Edouard                                                                                       |
| Eoife                | Oui               | Membre du Conseil |
| Hilary               | Non               | Belle-mère d'Alisa |
| Evelyn Curtis        | Oui               | Grand-mère d'Alisa (tome 13)                                                                                                  |
| Sam Curtis           | Oui               | Oncle d'Alisa (tome 13) |
| Ruth                 | Oui               | Cousine de Sam, apparentée à Alisa (tome 13)                                                                                  |
| Brigid               | Oui               | Cousine d'Alisa, petite amie de Charlie, fille de Ruth (tome 13)                                                              |
| Charlie Findgoll     | Oui               | Petite amie de Brigid, a un peu le béguin pour Alisa (tome 13)                                                                |
| Oona Curtis          | Oui               | Arrière-arrière-arrière-arrière-grand-mère d'Alisa (tome 13)                                                                  |
| Sarah Curtis         | Oui               | Mère biologique d'Alisa, morte                                                                                                |
| Simon Bakehouse      | Oui               | Membre de Kithic, nouveau petit ami de Jenna                                                                                  |
| Erin                 | Oui               | Membre du Conseil (tome 9) |

## Perspective
| Titre du roman      | Tome numéro | Personnage principal            |
| ------------------- | ----------- | ------------------------------- |
| Le Livre des Ombres | 1           | Morgan Rowlands                 |
| Le Cercle           | 2           | Morgan Rowlands                 |
| Sorcière de sang    | 3           | Morgan Rowlands                 |
| Magye noire         | 4           | Morgan Rowlands                 |
| L'Éveil             | 5           | Morgan Rowlands                 |
| Ensorcelée          | 6           | Morgan Rowlands                 |
| L'Appel             | 7           | Morgan Rowlands                 |
| Métamorphose        | 8           | Morgan Rowlands                 |
| Conflit             | 9           | Morgan Rowlands                 |
| Investigateur       | 10          | Hunter Niall                    |
| Origines            | 11          | Rose McEwan                     |
| Éclipse             | 12          | Morgan Rowlands et Alisa Soto   |
| Braver la tempête   | 13          | Alisa Soto                      |
| Aboutissements      | 14          | Morgan Rowlands et Hunter Niall |
| L'Enfant de la nuit | 15          | Morgan Rowlands et sa fille     |

## Les Sept Grands Clans et les personnages identifiés aux Clans
Dans la série, sept grands clans wiccans sont dévoilés au lecteur : Woodbane, Brigthendale, Burnhide, Wyndenkell, Rowanwand, Vikrooth' et Leapvaughn.

### Les Woodbane
Les Woodbane sont les membres du clan présenté comme antagoniste. Leur attirance innée pour la magie noire les a amenés à trahir les autres clans et à, notamment, tenter d'éradiquer le clan Rowanwand, spécialiste de la magie blanche. Cependant, certains Woodbane ont déserté, comme le Coven de la mère biologique de Morgan, Belwicket. Les Woodbane naissent habituellement avec une tache de naissance en forme d'athamé (sorte de poignard wiccan). 
Personnages Woodbane
- Morgan Riordan (Rowlands)
- Cal Blaire (Calhoun)
- Selene Beltower
- Angus Bramson
- Ciaran McEwan
- Hunter Niall (à moitié)
- Alwyn Niall (à moitié)
- Linden Niall (à moitié)
- Daniel Niall
- Killian McEwan
- Kyle McEwan
- Iona McEwan
- Grania McEwan
- Maeve Riordan
- Rose McEwan
- Mackenna Riordan
- Moira Byrne Niall (aux trois quarts)

### Les Brigthendale
Les Brigthendale sont les grands guérisseurs de la wicca. Ils ont une affinité particulière avec les plantes, qu'ils utilisent pour soigner les maux.
Personnages Brightendale
- Alyce Fernbrake
- Bethany

### Les Burnhide
Les Burnhide sont les professionnels des pierres, cristaux et métaux magiques. Ils sont pour la plupart installés en Allemagne. En règle générale, les Burnhide ont les yeux noirs et leurs cheveux grisonnent plus vite que la moyenne.
Personnage Burnhide
- David Redstone

### Les Wyndenkell
Les Wyndenkell sont décrits comme les meilleurs pour écrire les sortilèges.
Personnages Wyndenkell
- Fiona Niall
- Hunter Niall (à moitié)
- Sky Eventide
- Beck Eventide
- Shelagh Eventide
- Alwyn Niall (à moitié)
- Linden Niall (à moitié)
- Tante Shelagh

### Les Rowanwand
Les Rowanwand sont les défenseurs du bien. Possédant une connaissance hors du commun, ils ont écrit le premier Livre des Ombres. Ils ont livré une guerre aux Woodbane pendant plusieurs années, guerre qu'ils semblent avoir perdue étant donné leur faible nombre au début du roman.
Personnes Rowanwand
- Justine Courceau
- Alisa Soto (à moitié, demi-sorcière)
- Sarah Curtis
- Sam Curtis
- Evelyn Curtis
- Ruth Curtis
- Brigid Curtis
- Charlie Goodfil
- Oona Curtis

### Les Leapvaughn
Les Leapvaughn sont considérés comme les plus espiègles parmi les sorciers de sang. Possédant généralement une chevelure rousse, c'est de leur nom que serait dérivé le mot "leprechaun".
Personnages Leapvaughn
- Finn Foster
- Diarmuid

### Les Vikroth
Les Vikroth sont les sorciers possédant une grande affinité avec les sorts offensifs. Considérés comme des guerriers descendant des Vikings, ils sont connus pour leur légendaire mauvaise humeur…
Personnage Vikroth
- Siobhan MacMahon

## Histoire des livres
L'histoire se déroule dans un lycée où Morgan rencontre le nouveau venu. Ce garçon se nomme Cal, un beau jeune homme. Morgan ressent une certaine attirance pour lui, mais Cal s'amuse un peu en s'instruisant auprès des élèves de l'école. Cependant, au début de sa fréquentation avec Morgan, ses intentions n'étaient pas très bonnes, mais plus leur relation avance, plus Cal oublie la méprise de sa mère et continue à enseigner à Morgan sur la Magye. Elle en apprend beaucoup sur elle, la Magye, ses origines et Cal au fil du temps.

### Le Livre des Ombres
Morgan Rowlands et sa meilleure amie Bree Warren sont en 5e secondaire lorsque Cal Blaire arrive à Widow's Vale. Au premier regard, les deux filles en tombent amoureuse. Lorsqu'il leur apprend qu'il pratique la wicca et qu'il aimerait former un cercle, Morgan et plusieurs autres se retrouvent chez lui. Dès le premier cercle, Morgan se sent changée. Ses sens s'aiguisent lui donnant l'impression de sentir l'énergie du monde qui l'entoure. Au fur et à mesure que le temps avance, la relation entre Morgan et Bree devient de plus en plus tendue compte tenu de l'amour que les deux filles portent à Cal. Morgan expérimente plus tard une potion magyque ayant pour but d'aider son grand ami Robbie à soigner l'acné dont il souffre. Cependant, La potion aura des effets incroyables sur le visage du jeune homme, qui se sentira légèrement vexé de ne pas avoir été mis au courant de la potion de Morgan. Cette expérience en plus des autres démonstrations de pouvoir dont elle a fait preuve confirmeront que Morgan est une sorcière de sang. Cela explique l'amour fou du triangle entre Cal, Bree et Morgan.

### Le Cercle
Morgan voit ses pouvoirs évoluer. Elle tombe de plus en plus amoureuse de Cal. La guerre entre Morgan et Bree éclatera. Puis, Morgan découvrira qu'elle est adoptée, ce qui provoquera plusieurs bouleversements au niveau de Morgan. Elle découvrira que sa mère biologique est Maeve Riordan, une puissante sorcière de sang Woodbane qui appartenait à l'assemblée Belwicket, une des plus puissantes assemblées wiccanes n'ayant jamais existé. C'est là qu'elle rencontrera Hunter et Sky, deux sorcières de sang qui inquiètent Morgan. Les premiers rapports entre eux seront assez tendus, surtout parce qu'Hunter insinue qu'il est un investigateur et que Cal et Selene sont des sorcières maléfiques, donc qu'il faudra qu'il les livre au conseil.

### Sorcière de sang
Morgan sait dorénavant qu'elle est une sorcière de sang… et une Woodbane. Son pouvoir augmentera, Selene et Cal s'intéresseront de plus en plus à elle. Surtout depuis qu'elle a fait un présage dans le feu. Elle adoptera Dagda, un joli petit chaton gris. Elle apprendra que Cal et Selene sont Woodbane, eux aussi. La fête de Morgan arrivera le 23 novembre, qu'elle fêtera avec Cal. Soir inoubliable pour elle. Cal lui offrira de magnifiques bijoux, vêtements et autres cadeaux extravagants. Une bataille éclatera entre Hunter et Cal, quand l'investigateur les intercepta dans la cour avant de Cal. Morgan ne sait plus quoi croire, mais elle veut protéger Cal. Elle lance son athamé sur Hunter, qui l'atteindra au cou, ce qui le fera tomber en bas de la falaise se trouvant près de chez Cal.

### Magye noire
Morgan et Cal découvriront qu'Hunter n'est pas mort et que Sky, la cousine d'Hunter, lui a sauvé la vie, grâce à Morgan qui lui a envoyé un message de sorcière. Chez Magye Pratique, Hunter et Morgan feront un tàth meanma, technique consistant à entrer dans la tête de l'autre pour savoir ses pensées. Morgan revivra le douloureux passé d'Hunter, suivant le départ inattendu de ses parents. Plus tard, elle fera aussi un tàth meanma avec Sky, la cousine d'Hunter. Ce sera suivi d'un présage où Morgan découvrira que Cal l'utilisait, afin que Selene puisse utiliser les objets d'assemblés de Maeve Riordan. En allant parler à Cal, Morgan découvrira que le présage était véridique. Cal lança un sortilège de ligotage à Morgan, qui ne put rien faire. Il l'enferma dans un cabanon avant d'essayer de la brûler vive, comme sa mère. Paniquée, elle envoya alors des messages télépathiques à ses amis sorciers pour qu'ils lui portent secours. Quand Morgan fut sauvée à la toute dernière seconde par Robbie et Bree, Cal et Selene avaient déjà pris la fuite.

### L'Éveil
Dans ce tome, Morgan tombera amoureuse d'Hunter, le nouveau dirigeant de l'assemblée, alors qu'elle se remet à peine de sa difficile relation avec Cal. Puis elle apprendra que Magye Pratique fermera peut-être, compte tenu des dettes que David doit payer. Stuart Afton, un riche homme d'affaires, réclame des dettes de la part de David, car sa grand-mère Rosalie devait d'importantes sommes à Afton. Finalement, Afton annulera la dette et fera mystérieusement une crise cardiaque quelques jours plus tard. Cela rend Hunter perplexe, il est certain que de la magye noire se cache derrière cette crise cardiaque. David est son principal suspect, et fait part de ses soupçons à Morgan qui reste sceptique. À la suite d'une vérification, Hunter arrêtera David pour lui enlever ses pouvoirs, car il avait appelé un taibhs, un esprit maléfique, pour annuler les dettes. Morgan, Alyce, Sky et un autre jeune homme seront victimes de l'aveu de David et de la perte de ses pouvoirs, ce qui sera un événement traumatisant pour Morgan. À la fin du livre, Hunter révélera à Morgan à l'aide d'une pierre précieuse, la Morganite, qu'il l'aime.

### Ensorcelée
Après que David s'est fait enlever ses pouvoirs, Morgan se remet encore du mouvement dans sa vie. Elle se réconciliera complètement avec Bree et elles essayeront de redevenir amies. Yule, une fête wiccane, approche, donc Morgan se prépare. Un soir, elle vit Cal sur la route et elle eut une brève discussion avec lui. Cal lui dit qu'il l'aimait et que sa mère l'avait forcé mais que maintenant, il s'était rebellé. Elle rapportera l'accident à Hunter qui se battra avec Cal, dans le cimetière. Mais Morgan jettera un sort aux garçons pour qu'ils s'éloignent l'un de l'autre. Morgan participera à un tàth meanma brach avec Alyce (fouille de l'esprit pour consulter le savoir d'une personne et le mémoriser), ce qui lui permit d'avoir plus de connaissances. Puis Morgan apprendra que Mary K. a disparu subitement. Après avoir cherché partout, elle apprend par l'intermédiaire de sa voisine que sa sœur avait embarqué dans l'automobile de Selene. Elle partit chez Cal avec Hunter pour affronter Selene et pour sauver Mary K. Chez Cal, une grande bataille se passera et Morgan et Hunter réussiront à tuer Selene, qui avait tué Cal à cause d'un rayon qui était destiné à Morgan. C'est là que Morgan sut que Cal l'avait toujours aimée : il s'était sacrifié pour elle.

### L'Appel
Dans ce livre, Morgan fait un rêve étrange à propos d'animaux sauvages (hibou, chacal, loup, belette, etc.) qui attaquent un louveteau, rêve qui l'effraie grandement. Hunter raconte ce rêve à l'assemblée internationale des sorcières, dont les membres prennent le rêve de Morgan très au sérieux et décident d'enquêter dessus. L'assemblée croit que le rêve concerne la cellule d'Amyranth, de New York, et demande à Hunter d'enquêter sur cette dernière. Par le fait même, la chaudière d'eau de Window's Vale tombe en panne ce qui fait en sorte que les étudiants ont un long week-end de congé. Alors Morgan, Bree, Robbie, Sky et Raven partent à New York avec Hunter. Une fois là-bas, pendant que Hunter enquête pour le conseil et que les autres sont occupés, Morgan a son idée bien à elle de retrouver l'appartement où ont vécu Maeve Riordan et Angus. Dans l'appartement, elle trouve une montre ayant appartenu à Ciaran McEwan, l'amant de sa mère. Hunter poursuit son enquête et découvre que c'est Ciaran qui est le chef d'Amyranth à New York. Morgan décide de mener sa propre enquête en même temps qu'Hunter, ils croient tous les deux que la cible d'Amyranth est Killian, le fils de Ciaran. Cependant, ce n'est pas le cas : la cible d'Amyranth est en fait Morgan. Elle se fait donc capturer par Amyranth et Ciaran trouve la montre de Maeve et par le fait même, apprend que c'est la fille de Maeve qu'il vient de capturer. Ce qui ne l'empêche pas d'essayer d'enlever les pouvoirs de Morgan. Hunter arrive bravement à son secours, mais se fait capturer lui aussi. Pendant qu'Amyranth continue le rituel, Ciaran voit la vie de Morgan à sa naissance et voit Maeve dire en pleurant « Tu as les yeux de ton père », alors il arrête le rituel, ce qui permet à Hunter de venir sauver Morgan. Angus Bramson, le supposé père de Morgan, a les yeux bleus, ce qui signifie que Morgan n'est pas la fille d'Angus mais de Ciaran McEwan.

### Métamorphose
Morgan a rompu avec Hunter, car elle ne supporte pas d'être la fille d'un sorcier aussi sombre que Ciaran. Pendant ce temps, l'assemblée internationale des sorcières demande à Morgan de prendre contact avec Ciaran et son demi-frère, Killian, pour empêcher qu'une vague sombre s'abatte sur Starlocket, l'assemblée d'Alyce. La mission de Morgan est en quelque sorte de livrer Ciaran au Conseil et de découvrir au moins une partie du sortilège permettant de créer la vague sombre. Pendant sa mission, Morgan se rapproche de plus en plus de Ciaran et de Killian. Ciaran lui demande un soir de venir au puits de pouvoir de sa ville, l'adolescente s'y rend.  Ciaran lui demande alors de se métamorphoser avec lui en loup, ce qu'elle fait. Morgan découvre la douleur de la métamorphose, mais aussi la joie d'être libre. Alors qu'elle pourchasse une proie, elle se rend compte qu'il s'agit d'Hunter, son âme sœur. Elle choisit alors d'abandonner et se retransforme en humaine. Ciaran s'enfuit dans la nuit, poursuivi par le conseil international des sorcières.

### Conflit
Morgan a réussi sa mission et a choisi pour de bon le bien et Hunter (son âme sœur). Malheureusement tout n'est pas fini, car les humains qui l'entourent craignent ses pouvoirs et le mal n'est jamais loin. Une sorcière du Conseil essaiera d'enseigner à Morgan l'art de la protection par la magie, car le conseil pense que Morgan est en danger. Les parents adoptifs de Morgan devant la chute de ses notes menacent de l'envoyer dans une école catholique très stricte, ce qui bouleverse Morgan car elle ne pourrait plus voir ses amis. Alisa Soto, une nouvelle amie, et Mary K., essayent par tous les moyens de faire en sorte que Morgan arrête la sorcellerie, car elle en a peur. Comme si ce n'était pas assez, des accidents télékinésiques étranges se produisent et on accuse Morgan d'en être responsable. Finalement, Alisa tombe gravement malade de façon inexplicable, ce qui inquiète grandement ses proches.

### Investigateur
Hunter doit quitter pour une courte durée Widow's Vale, car il pense avoir retrouvé ses parents. Il retrouve son père et apprend que sa mère est morte, ce qui le rend triste. En même temps, le Conseil le charge d'enquêter sur une sorcière qui collectionne les noms véritables. Elle se prénomme Justine Courceau, et se sent aussitôt très attirée par Hunter. Ils s'entendent très bien, mais Justine est contre le conseil. Est-ce que Hunter reviendra à Morgan ?

### Origines
Hunter est de retour à Widow's Vale avec son père. Justine Courceau a été punie par le Conseil, mais Hunter est troublé, car à la suite de cette aventure il a embrassé Justine et découvert que le Conseil lui avait menti concernant ses parents. Il pense démissionner de son poste d'investigateur. Il raconte tout à Morgan qui se sent blessée qu'il ait embrassé une autre, alors qu'elle avait confiance en lui, mais ce n'est pas tout. Daniel Niall a volé un livre dans la bibliothèque de Justine. Il s'agit du journal intime de Rose McEwan, l'ancêtre de Morgan et celle qui a créé la première vague sombre, à l'époque où les clans de sorcières s'affrontaient encore. Hunter et Morgan liront ensemble ce journal, qui bouleversera Morgan et la fera encore douter de son choix entre le bien et le mal.

### Éclipse
Morgan a définitivement fait la paix avec son passé, mais cela ne signifie pas nécessairement que son passé en a fini avec elle. Lors d'un cercle de Kithic, Morgan voit apparaitre Ciaran qui lui annonce qu'il sait qu'elle lui a mis un sigil de surveillance et qu'il est en route pour demander des explications. Pendant que Morgan tremble à l'idée de revoir son terrible père, Alisa découvre qu'elle est une demi-sorcière et qu'elle est responsable de tous les accidents télékinésiques qui lui faisaient si peur. Ciaran retrouve Morgan et, ne pouvant la convaincre de se joindre à ses sombres desseins, il décide de lancer une vague sombre sur elle et sur Kithic. Pendant que Daniel Niall tente de créer un sortilège pour détruire une vague sombre, Morgan ligote Ciaran. Avec l'aide d'Hunter et de d'autres sorcières de sang, elle enlève ses pouvoirs à son propre père non sans être déchirée au passage. Malgré tout, la vague sombre continue sa progression et l'issue du combat semble être désespérée.

### Braver la tempête
Alisa Soto, après avoir bravé une vague sombre et avoir découvert ses origines, tente de vivre une vie un peu normale. Sa belle-mère ou future marâtre l'a déménagée dans une autre chambre minuscule et le mariage semble approcher. Un soir, à la suite d'un cercle de Kithic, Alisa dira à son père et à sa belle-mère tout ce qu'elle avait sur le cœur. Sachant qu'elle est allée trop loin et à cause de rêves étranges qu'elle faisait depuis quelque temps, Alisa décide de faire une fugue et de partir à Gloucester rencontrer son oncle Sam (avec qui elle vient juste de reprendre contact) et avec la famille de sa mère. Alisa devra se tailler une place dans cette famille de sorcières, d'où sa mère s'est enfuie autrefois, et faire la paix avec ses blessures et avec la magye. Alisa tombera également amoureuse et vice versa d'un Rowawand du nom de Charlie. Seul hic, c'est le petit ami de sa cousine, Brigid. Vont-ils finir ensemble ?

### Aboutissements
Malgré le calme apparent, Morgan n'en a pas fini avec ses mésaventures. Elle fait des rêves étranges où elle se sent en danger et elle a même des crises de somnambulisme pendant lesquelles elle va à l'extérieur, ce qui la met en danger de mort. Il y a fort à parier que c'est Cal qui la manipule de l'au-delà, mais pour quelles raisons ? Hunter et les autres sorcières de sang tenteront d'emprisonner l'esprit ou la chose qui manque de tuer Morgan. Pendant ce temps, Hunter qui croyait sa carrière en tant qu'investigateur terminée est mandé par deux sorcières pour enquêter sur la chef de leur assemblée, Patricia, qu'elles suspectent de faire de la magye noire.

### L'Enfant de la nuit
Dix-huit ans après le dernier roman, Morgan a perdu son muirn beatha dan, Hunter, lors d'un terrible orage. Elle a réussi miraculeusement à y survivre et s'est remariée avec Colm Byrne dont elle a eu une fille unique, Moira Byrne. Morgan est maintenant une guérisseuse connue internationalement et elle tente de soigner les blessures du passé, cinq mois après la mort de Colm. Quand des évènements menaçants entourent Morgan et Belwicket, Morgan retrouve des objets visant à lui faire du mal. La personne derrière tout cela semble connaître le passé de Morgan et l'utilise pour la torturer, en lui faisant croire qu'Hunter est vivant. Qui se trouve derrière tout cela et surtout, pourquoi s'acharne-t-il sur Morgan ? Hunter est-il toujours en vie ou est-ce juste une plaisanterie ?

## Divers
- Les livres originaux ont été publiés en 2001. 10 ans après, les livres sont republiés dans une nouvelle langue.
- Des rumeurs d'adaptation cinématographique du livre sont présentement courantes. Il n'y a toutefois jamais eu de confirmation.
- Dans le livre, les sortilèges, potions, incantations, etc., écrits sont bien fonctionnels.
- Cate Tiernan n'a fait aucune invention pour ce livre si ce n'est les personnages. La wicca est une religion déjà existante.
- Cate Tiernan n'est pas wiccane, mais elle aime bien le fait que la religion respecte autant les femmes que les hommes.
- Dans le livre, on épelle « magye » de cette façon pour une distinction formelle de la magie. Puisque la magie wiccane et la magie des magiciens sont différentes, on essaie de faire une distinction entre les deux.
- En 2006, les éditions Pocket Jeunesse ont publié pour la première fois cette série en français sous le nom de « Magie Blanche ». Elle n'a paru qu'au tome 7 chez cette éditeur.